# Woman and Child
Pour plus de détails, voir Fiche technique et Distribution.
Woman and Child (persan : زن و بچه, Zan va bache) est un film dramatique iranien réalisé par Saeed Roustayi, sorti en 2025.
Le film est sélectionné au Festival de Cannes 2025 en compétition officielle.

## Synopsis
Ce film raconte l'histoire d'une infirmière veuve de 40 ans nommée Mahnaz (Prinaz Izadyar) qui élève seule ses enfants et se bat avec son fils rebelle. Alors qu'elle s'apprête à épouser son fiancé, Hamid, son fils Aliyar est renvoyé de l'école. Lorsqu'un accident tragique bouleverse tout, Mahnaz se lance à la recherche de justice et d'indemnisation.

## Fiche technique
- Titre original : زن و بچه, Zan va bache[2],[3]
- Réalisation : Saeed Roustayi
- Scénario : Saeed Roustayi
- Photographie : Adib Sobhani
- Montage : Bahram Dehghani (fa)
- Production : Jamal Sadatian (fa)
- Sociétés de production : Saeed Roustayi Production
- Société de distribution : Diaphana (France)[4]
- Pays de production :  Iran
- Langue originale : persan
- Format : couleurs
- Genre : drame
- Durée :
- Dates de sortie : 
  - France : 22 mai 2025 (Festival de Cannes 2025)[1] ; 25 février 2026 (sortie nationale)[4]

## Distribution
- Parinaz Izadyar : Mahnaz[5],[6]
- Payman Maadi : Hamid
- Hasan Pourshirazi
- Fereshteh Sadre Orafaee
- Sahar Goldoost
- Maziar Seyyedi
- Arshida Dorostkar
- Soha Niasti
- Javad Pourheidari
- Mansour Nasiri
- Sinan Mohebi
- Rozhin Shams

## Distinctions

### Sélections
- Festival de Cannes 2025 : sélection officielle, en compétition